# Luigi Marrucci
Luigi Marrucci (ur. 24 marca 1945 w Montescudaio, zm. 4 czerwca 2023 w Civitavecchii) – włoski duchowny katolicki, biskup Civitavecchia-Tarquinia w latach 2011–2020.

## Życiorys
Święcenia kapłańskie otrzymał 29 czerwca 1970 i został inkardynowany do diecezji Volterra. Przez wiele lat pracował jako duszpasterz parafialny oraz jako wykładowca seminarium w Sienie. Był także związany z organizacją UNITALSI, której był asystentem diecezjalnym (1977-1996) i regionalnym (1996-1998), a także wiceasystentem krajowym (2001-2010).
25 listopada 2010 papież Benedykt XVI mianował go biskupem diecezjalnym Civitavecchia-Tarquinia. Sakry biskupiej udzielił mu 29 stycznia 2011 arcybiskup Salerno - Luigi Moretti.
18 czerwca 2020 przeszedł na emeryturę. Zmarł w Civitavecchii 4 czerwca 2023.